# Orvar Jönsson
Björn Orvar Jönsson, född 5 september 1950 i Malmö Sankt Petri församling, är en svensk idottsman, tränare och lärare.
Orvar Jönsson är chefstränare på Malmö Fäktklubb av 1919 sedan hösten 1975 och fd. idrottslärare på St Petri gymnasium i Malmö. Orvar Jönsson efterträdde Francesco Gargano. Jönsson har också varit landslagstränare för florett och värjlandslaget under perioden 1976-1991 och för landslaget i modern femkamp under OS i Sydney 2000. Som landslagstränare tränade Jönsson fäktare som Rolf Edling som vann lagguld i Olympiska sommarspelen 1976 i Montréal i Kanada och Björne Väggö som vann silver i individuell värja vid Olympiska sommarspelen 1984. Som aktiv har Orvar Jönsson 12 Svenska mästerskap, 6 individuella och 6 i lag, han är också den enda som vunnit SM på alla tre vapnen. Orvar Jönsson fick sin utbildning som hjälptränare åt Francesco Gargano mellan 1967 och 1975 samt utbildning vid GIH i Stockholm mellan 1970 och 1972 med fäktning som inriktning.